# Kar-Aszurnasirpal
Kar-Aszurnasirpal (akad. Kār-Aššur-nāṣir-apli, zapisywane uruKar-mAŠ.PAB.A, tłum. „Przystań/nabrzeże Aszurnasirpala”) – starożytne miasto wzniesione na wschodnim brzegu Eufratu, w rejonie jego środkowego biegu, przez asyryjskiego króla Aszurnasirpala II (883-859 p.n.e.) w trakcie jednej z jego wypraw wojennych, poprowadzonej przez niego w te okolice pomiędzy 877 a 867 r. p.n.e. Na przeciwnym, zachodnim brzegu Eufratu, król ten polecił wznieść drugie miasto, które nazwał Nebarti-Aszur. O budowie obu miast Aszurnasirpal II wspomina w swych rocznikach:
„Założyłem dwa miasta nad Eufratem, jedno na tym (tj. wschodnim) brzegu Eufratu, (które) nazwałem Kar-Aszurnasirpal, (i) jedno na drugim brzegu Eufratu, (które) nazwałem Nebarti-Aszur”
Kar-Aszurnasirpal i Nebarti-Aszur miały niewątpliwie za zadanie kontrolować dostęp do ważnego brodu przez Eufrat. Za rządów jednego z późniejszych asyryjskich królów, Adad-nirari III (810-783 p.n.e.), Kar-Aszurnasirpal znalazło się wśród miast i krain przekazanych przez tego władcę w zarządzanie jednemu z jego dostojników, Nergal-eriszowi, gubernatorowi Rasappy.
Kar-Aszurnasirpal identyfikowane jest obecnie z leżącym na wschodnim brzegu Eufratu stanowiskiem Tell Masaikh, natomiast Nebarti-Aszur z leżącym naprzeciw niego, po drugiej stronie Eufratu, stanowiskiem Tell Graya. Oba te stanowiska położone są w Syrii, pięć kilometrów w górę rzeki od również leącego nad Eufratem stanowiska Tell Ashara (starożytna Terqa, Sirqu). Tell Masaikh jest dużym tellem zajmującym powierzchnię ponad 20 hektarów. W trakcie prowadzonych na nim wykopalisk odnaleziono w jego zachodniej części pozostałości asyryjskiego pałacu, natomiast w jego części wschodniej pozostałości dolnego miasta. Zarówno pałac jak i dolne miasto otoczone były w starożytności potężnym murem miejskim. Wyniki wykopalisk wskazują, iż miasto wzniesione tu przez Aszurnasirpala II przetrwało bardzo krótko i wkrótce po założeniu zostało opuszczone. Na początku VIII w. p.n.e., za rządów Adad-nirari III, cały teren zawierający ruiny asyryjskich budynków z połowy IX w. p.n.e. został zniwelowany, a miasto wzniesiono ponownie od podstaw. Osobą, która wydała rozkaz odbudowy miasta, był najprawdopodobniej Nergal-erisz, gubernator Rasappy. W nowo wzniesionym mieście najważniejszym budynkiem był pałac, zbudowany na wzór królewskiego pałacu w Kalchu. W trakcie wykopalisk prowadzonych w miejscu, gdzie kiedyŝ stał ten pałac, odkryto pozostałości monumentalnej sali tronowej. Pod jej podłogą odnaleziono duży fragment steli z inskrypcją klinową dedykowaną bogu Nabu przez niejakiego Adad-bela, najprawdopodobniej jednego z asyryjskich zarządców miasta. W inskrypcji tej wzmiankowane jest "Kar-Aszurnasirpal (leżące) na brzegu Eufratu" oraz wymieniane są imiona Adad-nirari III i Nergal-erisza. Wkrótce po wybudowaniu pałacu jego plan został zmodyfikowany: salę tronową podzielono na dwa mniejsze pomieszczenia, a część pomieszczeń mieszkalnych w północnej części pałacu wypełniono ziemią i przykryto od góry platformą z cegły mułowej, wznoszącą się wyżej od oryginalnego dachu. Na platformie tej wzniesiono kolejną, niestety nie zachowaną do dziś budowlę, być może wieżę. Tak przebudowany pałac zniszczony został przez armię asyryjską, najprawdopodobniej w czasie panowania Tiglat-Pilesera III (744-727 p.n.e.). Powodem ataku była najprawdopodobniej nieudana próba uniezależnienia się któregoś z ówczesnych zarządców miasta spod władzy asyryjskiego króla. Po zajęciu miasta i zniszczeniu pałacu Asyryjczycy wznieśli w pobliżu tego ostatniego nową monumentalną rezydencję dla asyryjskiego zarządcy miasta. Nie wiadomo jeszcze dokładnie kiedy Kar-Aszurnasirpal zostało porzucone - przypuszcza się, iż mogło to nastąpić wkrótce po upadku państwa asyryjskiego.